# Банива
Банива (Abane, Avani, Ayane, Baniwa of Guainia) — мёртвый аравакский язык, на котором раньше говорили на территории границы с Колумбией, в регионах Атабапо и Касикьяре штата Амасонас в Венесуэле. Это один из нескольких языков в регионе с названием банива. Справочник Ethnologue (2009) указывает различие между «Baniva» для банива, распространённого в Венесуэле, и «Baniwa» для языка банива, на котором говорят в Бразилии, но это просто один из вариантов написания и может быть использован для одного из двух языков. Айхенвальд насчитывает около 200 говорящих, в то время как Ethnologue объявляет этот язык мёртвым; Ethnologue, в отличие от Айхенвальда, считает сье-варекена в Бразилии диалектом языка гуарекена, а не банива, но говорящие на этом диалекте составляют всего 10 носителей.
У банива также есть диалекты банива и кирруба.